# Gilbert Arenas
Gilbert Jay Arenas Jr. (Tampa, Florida, 6. siječnja 1982.) američki je profesionalni košarkaš. Igra na poziciji razigravača, a trenutačno je član NBA momčadi Orlando Magica. Izabran je u 2. krugu (31. ukupno) NBA drafta 2001. od strane Golden State Warriorsa. Arenas je trostruki All-Star, tri puta je biran u All-NBA momčad, a nakon završetka sezone 2002./03. dobio je nagradu za igrača koji je najviše napredovao. Arenas često sam sebe oslovljava s Agent Zero, nadimkom koji je kasnije bio prihvaćen od strane navijača i medija.

## NBA

### Golden State Warriors
Nakon dvije uspješne godine provedene na sveučilištu Arizona, Arenas se prijavio na NBA draft 2001. godine. Tada su NBA analitičari izjavili da nema svjetlu budućnost u NBA ligi. Njegova želja bili au New York Knicksi (imali su dva izbora u prvom krugu drafta), no oni nisu pokazali zanimanje za njim i propustili ga.  Arenas je zbog neodređene pozicije razigravača ili bek šutera, obiđen u prvom krugu drafta, ali su ga početkom drugog kruga kao 31. izbor draftirali Golden State Warriorsi. Iako je u Warriorsima proveo samo dvije sezone, pokazao je mnogo veći potencijal od onog koji mu se predviđao prije početka drafta. U svoje prve dvije sezone pokazao je drskost i odličan pregled igre, te se prometnuo među najveće talente NBA lige. Nakon završetka druge sezone dobio je nagrade za igrača koji je najviše napredovao i najkorisnijeg igrača Rookie Challengea na All-Star vikendu. Iste sezone istekao mu je ugovor s Golden Stateom i postao jedan od najtraženijih slobodnih igrača na NBA tržištu. 

### Washington Wizards
S Washington Wizardsima potpisao je šestogodišnji ugovor vrijedan 65 milijuna američkih dolara. Prva sezona u Wizardsima prošla je razočaravajuće, jer se većinom sezone mučio s ozljedom trbušnog mišića. Međutim, Arenas je drugu sezonu (2004./05.) u Washingtonu odigrao na razini visokoj razini. Zajedno je sa suigračem Larryjem Hughesom (22.0 poena po utakmici) činio najubojitiji bekovski dvojac NBA lige. Po prvi puta u karijeri izabran je na NBA All-Star utakmicu. Odveo je Washington do 45 pobjeda u sezoni i prvog doigravanja nakon 1997. godine. Bio je prvi strijelac momčadi i sedmi strijelac lige s 25.5 poena po utakmici. Arenas je s 2.24 ukradene lopte po utakmici bio šesti kradljivac lige, dok je njegov suigrač Hughes bio vodeći u toj kategoriji (2.93).
Arenas poznat po žestokoj konkurentnosti i ponekad neuobičajnom ponašanju, ubrzo je postao omiljen među navijačima Washingtona. U petoj utakmici prvog kruga doigravanja Istočne konferencije 2005. godine, Arenas je s 5 metara skokom unazad pogodio šut za pobjedu Wizardsa 112:110 nad Chicago Bullsima.
Arenas je tijekom 2005./06. odigrao sezonu karijere; prosječno je postizao 29.3 poena (četvrti srijelac lige), 6.1 asistenciju i 2 ukradene lopte (također četvrti u ligi). Usprskos svojim postignućima, nije izabran na NBA All-Star utakmicu. Na All-Staru je nastupio na natjecanju u tricama, gdje je završio kao drugoplasirani iza pobjednika Dirka Nowitzkog. Tijekom predsezone, Arenas je izjavio da je spreman na smanjivanje plaće kako bi Wizardsi nabavili dodatan novac za dovođenje novih pojačanja. Isto tako izrazio je želju osvajanja naslova NBA prvaka s Washington Wizardsima. 
Tijekom sezone 2006./07. istaknuo se odličan clutch šuter, igračem za odlučujuće trenutke utakmice. 3. siječnja 2007., Arenas je s više od 9 metara pogodio pobjedničku tricu za 108:105 nad Milwaukee Bucksima. Dva tjedna kasnije na dan Martina Luthera Kinga u pobjedi protiv Utah Jazza 114:111, Arenas je ubacio 51 koš i pogodio pobjedničku tricu sa zvukom sirene. 21. ožujka 2007., također je pogodio polaganje s istekom vremena za pobjedu protiv Seattle SuperSonicsa. 
17. prosinca 2006., Arenas je u pobjedi s produžetkom (147:141) protiv Los Angeles Lakersa ubacio rekord karijere od 60 poena, te pridodao 8 skokova i isto toliko asistencija. Nekoliko dana kasnije protiv Phoenix Sunsa ubacio je 54 poena, tako zaustavivši niz Sunsa od 15 pobjeda zaredom. Zanimljivo je da su upravo Wizardsi još ranije prekinuli i niz Dallasa, koji je iznosio 12 pobjeda, prije nego što su naletili na Arenasovu momčad. U veljači 2007. po prvi puta u karijeri je kao član startne petorke izborio nastup na NBA All-Star utakmicu, pretekavši posljednjeg dana glasovanja igrača Netsa, Vincea Cartera. 
Krajem sezone u utakmici protiv Charlotte Bobcatsa, Arenas je nakon pada igrača Bobcatsa Geralda Wallacea na njegovo lijevo koljeno, ozljedio medijalni kolateralni ligament i propustio ostatak sezone. Wizardsi su se tako mučili do kraja sezone bez dvojice važnih igrača, jer je i Caron Butler također bio ozljeđen. Wizardsi su na kraju izborili doigravanje, ali su ispali u prvom krugu od Cleveland Cavaliersa.
Početkom nove sezone 2007./08., Arenas je nastupio u osam susreta i s prosječno 22.4 poena, 4.4 skoka i 5.9 asistencija po utakmici bio je prvi strijelac i asistent svoje momčadi. Tada je morao otići na operaciju istog koljena koju je zaradio prošle sezone i zbog toga je tri mjeseca izbivao van parketa. 2. travnja 2008. u porazu od Milwaukee Bucksa s 17 postignutih poena vratio se na parkete NBA lige. Dvadesetak dana kasnije, natrag se vratio u pravu formu prije ozljeda i protiv Seattle SuperSonicsa sa zvukom sirene poentirao za pobjeda Wizardsa 108:106. Odigrao je odličnu utakmicu i upisao 42 poena, četiri skoka i sedam asistencija. U doigravanju nije igrao puno, jer je izjavio da nije još spreman za potpuni oporavak i otišao na treću operaciju kojom će se ukloniti zaostale sitne čestice u koljenu koje uzrokuju bolove i iritaciju. 
Na kraju sezone imao je opciju poništiti posljednju godinu svog ugovora s klubom i postati slobodan igrač, ili odraditi posljednju godinu ugovora u kojoj je dobiti 12.8 milijuna dolara. Odlučio se za prvu opciju, te rekao upravi kluba da će ostati dvojac Antawn Jamison - Caron Butler i njemu povećaju plaću. Predsjednik Wizardsa Ernie Grunfeld obećao je potpisati obojicu, a Arenas je dobio novi šestogodišnji ugovor vrijedan 111 milijuna dolara.
Za Wizardse u sezoni 2008./09. nije doigrao niti jednu utakmicu, sve dok se na parkete nije vratio u ožujku 2009., nakon skoro godinu dana izbivanja protiv Detroit Pistonsa. Proveo je 30 minuta na parketu i za to je vrijeme ostvario učinak od 15 koševa i 10 asistencija, a imao je priliku i postati junak utakmice, ali je njegov šut za pobjedu tri sekunde prije posljednje sirene blokirao Kwame Brown. Arenas je u proteklih 18 mjeseci koljena operirao čak tri puta i propustio je 156 od ukupno 173 utakmice (uključujući doigravanje).

### Orlando Magic
18. prosinca 2010., nakon 24 nastupa u dresu Wizardsa, Arenas je mijenjan u Orlando Magice u zamjenu za Rasharda Lewisa.

## NBA statistika

### Regularni dio
| Godina    | Klub         | Odig. uta. | Uta. poč. | Min. | 2P%  | 3P%  | Sl. bac.% | Skok. | Asist. | Ukr. lop. | Blok. | Poena |
| --------- | ------------ | ---------- | --------- | ---- | ---- | ---- | --------- | ----- | ------ | --------- | ----- | ----- |
| 2001./02. | Golden State | 47         | 30        | 24.6 | .453 | .345 | .775      | 2.8   | 3.7    | 1.5       | .2    | 10.9  |
| 2002./03. | Golden State | 82         | 82        | 35.0 | .431 | .348 | .791      | 4.7   | 6.3    | 1.5       | .2    | 18.3  |
| 2003./04. | Washington   | 55         | 52        | 37.6 | .392 | .375 | .748      | 4.6   | 5.0    | 1.9       | .2    | 19.6  |
| 2004./05. | Washington   | 80         | 80        | 40.9 | .431 | .365 | .814      | 4.7   | 5.1    | 1.7       | .3    | 25.5  |
| 2005./06. | Washington   | 80         | 80        | 42.3 | .447 | .369 | .820      | 3.5   | 6.1    | 2.0       | .3    | 29.3  |
| 2006./07. | Washington   | 74         | 73        | 39.8 | .418 | .351 | .844      | 4.6   | 6.0    | 1.9       | .2    | 28.4  |
| 2007./08. | Washington   | 13         | 8         | 32.7 | .398 | .282 | .771      | 3.9   | 5.1    | 1.8       | .1    | 19.4  |
| 2008./09. | Washington   | 2          | 2         | 31.5 | .261 | .286 | .750      | 4.5   | 10.0   | .0        | .5    | 13.0  |
| 2009./10. | Washington   | 32         | 32        | 36.5 | .411 | .348 | .739      | 4.2   | 7.2    | 1.3       | .3    | 22.6  |
| 2010./11. | Washington   | 21         | 14        | 34.6 | .394 | .324 | .836      | 3.3   | 5.6    | 1.4       | .6    | 17.3  |
| 2010./11. | Orlando      | 49         | 2         | 21.6 | .344 | .275 | .744      | 2.4   | 3.2    | .9        | .2    | 8.0   |
| Ukupno    |              | 535        | 455       | 35.7 | .421 | .351 | .804      | 4.0   | 5.4    | 1.6       | .2    | 21.2  |
| All-Star  |              | 3          | 1         | 15.0 | .261 | .250 | .500      | 1.0   | 2.3    | 1.0       | .0    | 5.3   |

### Doigravanje
| Godina    | Klub       | Odig. uta. | Uta. poč. | Min. | 2P%  | 3P%  | Sl. bac.% | Skok. | Asist. | Ukr. lop. | Blok. | Poena |
| --------- | ---------- | ---------- | --------- | ---- | ---- | ---- | --------- | ----- | ------ | --------- | ----- | ----- |
| 2004./05. | Washington | 10         | 10        | 45.0 | .376 | .234 | .766      | 5.2   | 6.2    | 2.1       | .6    | 23.6  |
| 2005./06. | Washington | 6          | 6         | 47.3 | .464 | .435 | .771      | 5.5   | 5.3    | 2.2       | .7    | 34.0  |
| 2007./08. | Washington | 4          | 2         | 23.5 | .389 | .417 | .833      | 1.8   | 2.8    | .5        | .0    | 10.8  |
| 2010./11. | Orlando    | 5          | 0         | 16.2 | .429 | .250 | .667      | 2.8   | 2.4    | .2        | .2    | 8.6   |
| Ukupno    |            | 25         | 18        | 36.4 | .413 | .313 | .769      | 4.2   | 4.7    | 1.5       | .4    | 21.0  |

## Vanjske poveznice
- Službena stranica
- Profil na NBA.com
- Profil na Basketball-Reference.com